# Rolls-Royce Silver Spirit
La Silver Spirit è un modello di autovettura di lusso della casa britannica Rolls-Royce prodotta dal 1980 al 1997 in molte versioni e con due revisioni: nel 1989 e nel 1993. Venne sostituita nel catalogo della casa dal modello Silver Seraph.

## Caratteristiche tecniche
La vettura è una berlina di generose dimensioni ed è l'evoluzione della Silver Shadow con cui condivide parte della meccanica e il classico propulsore V8 da 6.749 cm³ capace di erogare una potenza di 247 cavalli con trazione posteriore. La versione originale, (nota come Mark I), era dotata di un propulsore a benzina dotato di carburatore. I veicoli prodotti successivamente al 1986 sono stati invece dotati di un motore ad iniezione. 
La velocità massima dichiarata dalla casa era di 208 chilometri orari. 
L'auto è dotata unicamente di cambio automatico a 3 rapporti più la retromarcia e il selettore si trova sul volante.
Disponibile sia in versione con guida a destra che a sinistra, la vettura riporta nel vano motore targhette in cinque lingue diverse: inglese, tedesco, francese, italiano e arabo. 
Nonostante le dimensioni generose del vano motore la batteria è alloggiata in un vano coperto del bagagliaio, di dimensioni ridotte per un veicolo di tali dimensioni.

## Versioni successive
Furono realizzate alcune versioni successive con piccoli ritocchi estetici e alla meccanica identificabili come Silver Spirit II, Silver Spirit III.

## Versioni speciali
Sulla base della Silver Spirit fu realizzata anche una versione a passo allungato (316 cm) nota come Silver Spur e, per entrambe le versioni, il modello ancora più esclusivo denominato Touring Limousine con un passo di ben 377 cm.

Inoltre, sempre sulla base della Silver Spirit, fu realizzata una seconda versione a passo allungato (377 cm), denominata Park Ward.